# Philomecyna leleupi
Philomecyna leleupi là một loài bọ cánh cứng trong họ Cerambycidae.